# Будаговское муниципальное образование
Будаговское муниципальное образование — сельское поселение в Тулунском районе Иркутской области России. Административный центр — село Будагово.

## Демография
| 2010  | 2011  | 2012  | 2013  | 2014  | 2015  | 2016  |
| ----- | ----- | ----- | ----- | ----- | ----- | ----- |
| 1958  | ↘1952 | ↘1910 | ↘1882 | ↘1840 | ↗1844 | ↘1822 |
| 2017  |       |       |       |       |       |       |
| ↘1789 |       |       |       |       |       |       |

По результатам Всероссийской переписи населения 2010 года
численность населения муниципального образования составила 1958 человек, в том числе 939 мужчин и 1019 женщин.

## Населённые пункты
В состав муниципального образования входят населённые пункты:
1. Будагово
2. Аверьяновка
3. Килим
4. Ключевой
5. Северный Кадуй
6. Трактово-Курзан
7. Южный Кадуй